# 巴西南美航空
巴西南美航空（葡萄牙語：LATAM Airlines Brasil），合併改組前原名巴西天馬航空（TAM Linhas Aéreas，又譯巴西塔姆航空），是一家以聖保羅為基地的巴西航空公司，隶属于南美航空集团。天馬航空是巴西最大的航空公司，主要經營由聖保羅往返巴西各主要城市的國內航線，與部分南美洲鄰國城市的短程國際航線。1997年之後開始透過與合作伙伴的方式，以及購入新的大型長程客機，開始經營中長程國際航線，而逐漸轉型成為一家國際航空公司。雖為民間企業且未受政府指定為國家航空公司，但在原本國營的里约格朗德航空被高爾航空併購後，巴西南美航空就常被視為是新的巴西國家航空代表。

## 歷史

### 天马航空时期
天馬航空創立於1961年2月21日，剛開始時只是一家由十名年輕的空中計程車（air taxi）飛行員一起設立的小公司。他們以自己的家鄉巴西聖保羅州的瑪瑞利亞為名，將新公司命名為瑪瑞利亞空中計程車（Táxi Aéreo Marília，縮寫為TAM）。該公司成立初期僅有五架小型單引擎螺旋槳飛機，包括四架西斯納（Cessna）180與一架塞斯納C-170，在帕拉拿州（Paraná）、聖保羅州與馬托格羅索州（Mato Grosso）之間載運貨物及乘客。當時由於該地區快速的農業開墾與擴張，所以對於航空服務有相當程度的需求。
1964年，一名農場主人奧蘭多·歐美托（Orlando Ometto）買下該公司50%的股份，以支援日漸擴張的農場生意。之後隨著原始股東先後離開時陸續地收購了他們的持股，最後掌握了該公司100%的股權。在這段期間除了繼續增購多架雙引擎螺旋槳飛機外，也在1966年將公司總部由原本的瑪瑞利亞搬遷到聖保羅州的首府聖保羅市，業務也由原本的空中計程車服務逐漸轉變為以包裹運輸為主。
然而，航空公司經營狀況並無起色甚至逐漸惡化。1971年時歐美托邀請當初創始者之一的羅林·阿多佛·阿馬羅（Rolim Adolfo Amaro）重返公司幫忙拯救日漸下滑的業務。初期阿馬羅只是握有三分之一股權的小股東，但是在他的整頓之下公司業務開始回升，並在次年（1972年）取得半數的股權，因而成為該公司的新擁有者。
1976年（天馬區域航空運輸）設立，是今日的天馬航空最直接的前身。阿馬羅握有三分之二股權的新公司是一家以聖保羅為基地，主要提供周遭省份客運服務的航空公司。1979年時阿馬羅取得公司全部的股份，並在接下來的十年間透過合併等方式擴展服務範圍，成為一家以聖保羅孔戈尼亞斯國際機場（Aeroporto Internacional de Congonhas，CGH/SGSP）為樞紐機場，航線遍佈巴西全國的航空公司。
1999年時，天馬航空首次飛航聖保羅到美國佛羅里達州邁阿密的航線，這是該公司成立以來第一次飛出南美洲大陸。次年（2000年）透過與法國航空共掛班號的方式，開始經營聖保羅至巴黎的航線，使得該公司得以正式升格成為一家國際航空公司。
天馬航空原本一直是巴西第二大的航空公司。但是當巴西最大的國際航空公司巴西航空（VARIG Brazil）在2005年時宣告法院重整（類似破產保護），公司規模大幅縮減之後，天馬航空一舉躍升成為巴西最大的航空公司。僅次於後的是原本是位居第三，但是在2007年時合併了巴西航空的廉價航空集團巴西高爾航空（Gol Transportes Aéreos）。
近年來，天馬航空開始更新機隊色彩。除保有原本的紅色主調，亦加入了代表巴西的黃、綠二色。機身上方加上，意指「以身為巴西人而自豪」。
2010年5月13日，天馬航空加盟星空聯盟。

巴西天馬航空與智利國家航空合併前的標誌

2010年8月16日拉丁美洲市值最大的航空公司智利國家航空已同意以37億美元的純股票交易，收購天馬航空，新成立的南美航空（LATAM Airlines）將成為拉丁美洲頂尖的航空集團。新公司的合併營收可達85億美元，每年能節省約4億美元的費用，未來將有200架飛機對23個國家的115個據點提供飛航服務。
2014年3月30日，天馬航空退出星空聯盟，並於次日加入關係企業智利國家航空所屬的寰宇一家。

### 南美航空时期
2015年8月6日，LAN及巴西天馬航空的母公司 — 南美航空集團將旗下兩大公司的運營整合在一個統一的品牌——南美航空下運營，同時公布了公司新的標誌。而南美航空的新標誌代表了一種風格化的南美洲大陸，顏色則以靛藍和珊瑚色作為新標誌的主要色彩，公司名稱以白色粗體字顯示。靛藍是介於紅色和藍色之間，而紅色和藍色正是天馬航空和智利航空的主要色彩。珊瑚色象徵著新品牌的兩大本質屬性：活力和激情。整個機隊的推廣以及員工制服、機場的品牌更換等則需要約3年的時間。短期內天馬航空及智利航空仍將以獨立的公司進行運營。
2016年的4月，南美航空正式公布整合後的新塗裝。
2019年9月27日，隨著達美航空向南美航空注資，巴西南美航空宣佈退出寰宇一家。

## 機隊

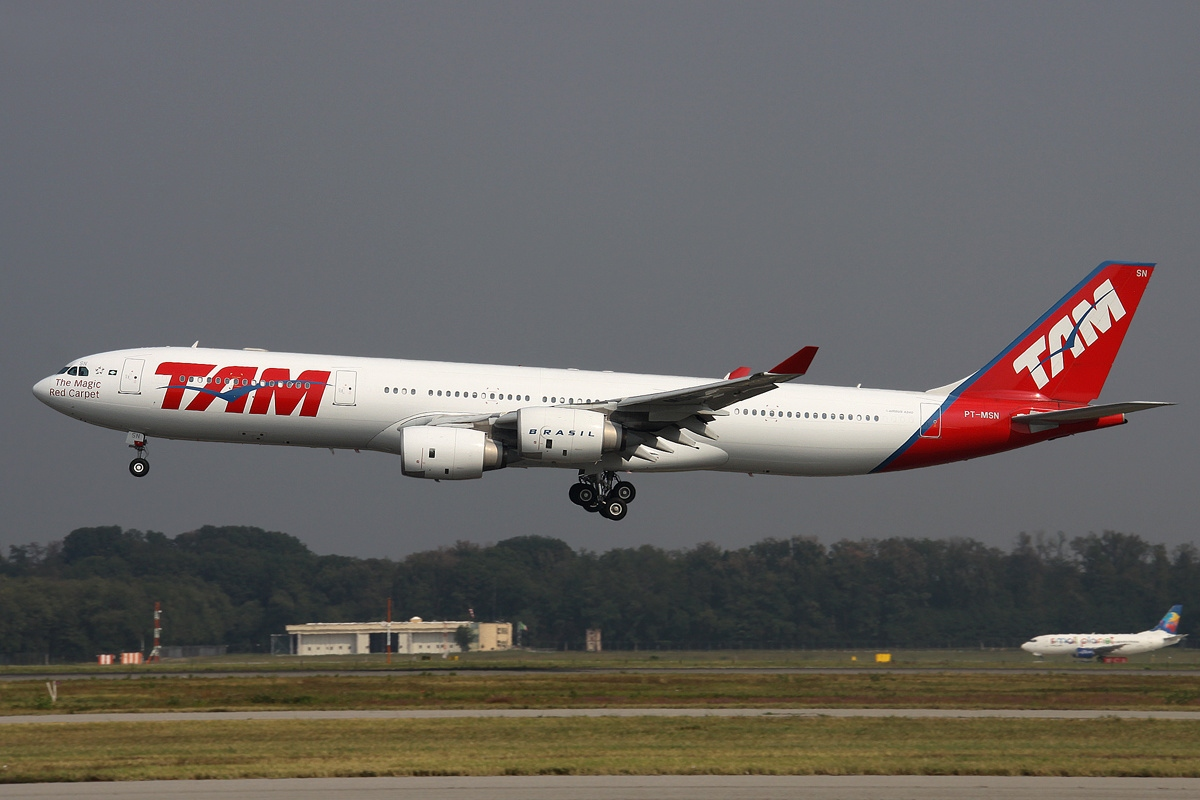
天馬航空A340

截至2021年8月，巴西南美航空机隊平均機齡10.7年，擁有以下飛機。

## 代碼共享
除南美航空集團轄下航空公司外，巴西南美航空與以下航空公司實施代碼共享：
- 法國航空
- 中國國際航空
- 達美航空
- 英國航空
- 芬蘭航空
- 西班牙國家航空
- 日本航空
- 漢莎航空
- 大韓航空
- Voepass Linhas Aéreas
- 南非航空
- 瑞士國際航空
- 卡塔爾航空
- 國泰航空
- 西捷航空
- 伏林航空

## 意外與事故記錄
- 1996年10月31日，巴西天馬航空402號班機於聖保羅市孔戈尼亞斯國際機場起飛前往里約熱內盧，卻失控撞向機場跑道末端的住宅區，造成全機96人及地面3人喪生。
- 1997年7月9日，負責天馬航空283號班機的一架福克100客機的其中一個座位下藏著的炸彈發生爆炸，一位乘客死亡。
- 2007年7月17日，一架負責天馬航空3054航班，機身編號PR-MBK的空中巴士A320-233，在大雨中降落孔戈尼亞斯國際機場時，疑因速度過快再加上地面濕滑造成煞停不及，在衝出跑道末端後橫越了一條尖峰時間中的八線道高速公路，撞進機場旁一棟也是屬於該公司所擁有的水泥建築物中。爆炸造成的高溫導致機上186人（包括162名乘客、18名天馬航空職員與6名機組人員）及數名天馬航空地面人員喪生[5][6]。

## 外部連結
- 巴西南美航空官方網站 （页面存档备份，存于）